# Miran Schrott
Miran Schrott (Ortisei, 26 dicembre 1972 – Chamonix-Mont-Blanc, 14 gennaio 1992) è stato un hockeista su ghiaccio italiano.
Era un difensore di stecca destra.

## Carriera
Schrott, figlio d'arte (il padre Josef nel 1968-69 vinse il primo scudetto della storia del Gardena), esordì con la squadra della sua stessa città, l'HC Gardena. Promessa dell'hockey, Miran aveva giocato anche con le Nazionali italiane giovanili: era stato uno degli artefici della vittoria riportata ai campionati mondiali di categoria (U20) 1991-92 gruppo C, dove era risultato, in assoluto, il miglior difensore.
Il 14 gennaio 1992, durante una partita di serie B tra la sua squadra ed il CourmAosta, terminata in seguito sul 3-3, al minuto 2:40 del secondo drittel si accasciò al suolo dopo uno scontro col giocatore Giacinto Boni, capitano della squadra avversaria che lo colpì al petto con la stecca (fallo che venne sanzionato solamente con una penalità minore dal capo arbitro Enrico Vescovi). Soccorso immediatamente dal medico di Courmayeur presente allo stadio, Schrott venne poi trasportato d'urgenza all'ospedale francese di Chamonix, dove morirà la notte stessa.
La Federazione sospese in seguito Boni, squalifica che tuttavia venne in seguito annullata complice anche una protesta dei giocatori di tutte le altre squadre (ad eccezione di quelli del Gardena), organizzata da Maurizio Catenacci, che ritardarono l'inizio delle gare. 
L'accusa al giocatore fu invece derubricata da omicidio preterintenzionale a omicidio colposo, e Boni condannato a tre mesi di reclusione, commutati in multa: i giudici riconobbero infatti che l'azione fu un normale fallo di gioco, senza reale volontà di fare male.

## Palmarès

### Individuale
- Best Defenseman Mondiale U-20 - Gruppo C: 1

1991-92